# The Last Summer
Pour plus de détails, voir Fiche technique et Distribution.
The Last Summer est une comédie romantique américaine sortie en 2019, réalisée par William Bindley à partir d'un scénario qu'il a coécrit avec Scott Bindley. Le film met en vedette K.J. Apa, Jacob Latimore, Maia Mitchell et Tyler Posey.
Il a été publié le 3 mai 2019 par la plateforme Netflix.

## Synopsis
Lors de leurs dernières vacances d'été avant d'entrer à l'université, ces lycéens de Chicago font face à leurs rêves, leur identité tout en explorant de nouvelles relations et en redécouvrant certaines...

## Fiche technique
Sauf indication contraire, les informations mentionnées dans cette section peuvent être confirmées par la base de données cinématographiques IMDb,  présente dans la section « Liens externes ».
- Titre : The Last Summer
- Réalisateur : William Bindley
- Scénario : William Bindley et Scott Bindley
- Direction artistique : Paul Luther Jackson
- Décors : Black Paine, Jim Warren
- Costumes : Carla Shivener
- Musique : Kevin Crehan
- Photographie : Luca Del Puppo
- Production : Mike Karz, Wayn Rice, William Bindley 
  - Coproduction : Jake Gerber, Mark Benton Johnson, Thomas Salentine
- Société de distribution : Netflix
- Pays d'origine :  États-Unis
- Langue originale : anglais
- Format : couleur
- Genre : comédie romantique
- Durée : 109 minutes
- Date de sortie : 3 mai 2019 (Netflix)

## Distribution
- K.J. Apa (VF : Gauthier Battoue) : Griffin
- Maia Mitchell (VF : Adeline Chetail) : Phoebe
- Norman Johnson Jr. : Mason
- Jacob Latimore (VF : Maxime Baudouin) : Alec
- Wolfgang Novogratz : Foster
- Sosie Bacon (VF : Emmylou Homs) : Audrey
- Mario Revolori : Reece
- Jacob McCarthy (VF : Gabriel Bismuth-Bienaimé) : Chad
- Halston Sage (VF : Cécile Gatto) : Erin
- Tyler Posey (VF : François Santucci) : Ricky
- Gage Golightly : Paige
- Nicole Forester : Margaux
- Audrey Grace Marshall (VF : Zina Khakhoulia) : Lilah
- Valerie Jane Parker (VF : Charlotte Daniel) : Claire
- Sameera Rock : Janet
- Gabrielle Anwar : la mère de Griffin
- Ed Quinn : Le père de Griffin
- Heidi Johanningmeier (VF : Armelle Gallaud) : La mère de Phoebe
- Jackie Sandler (VF : Elisa Bourreau) : Tracey
- Brenna Sherman : Sierra
- Greer Grammer : Christine Purdy
- Gabriel Vigliotti : Zachary
- Ryan Hill : Garrett

Photos des acteurs
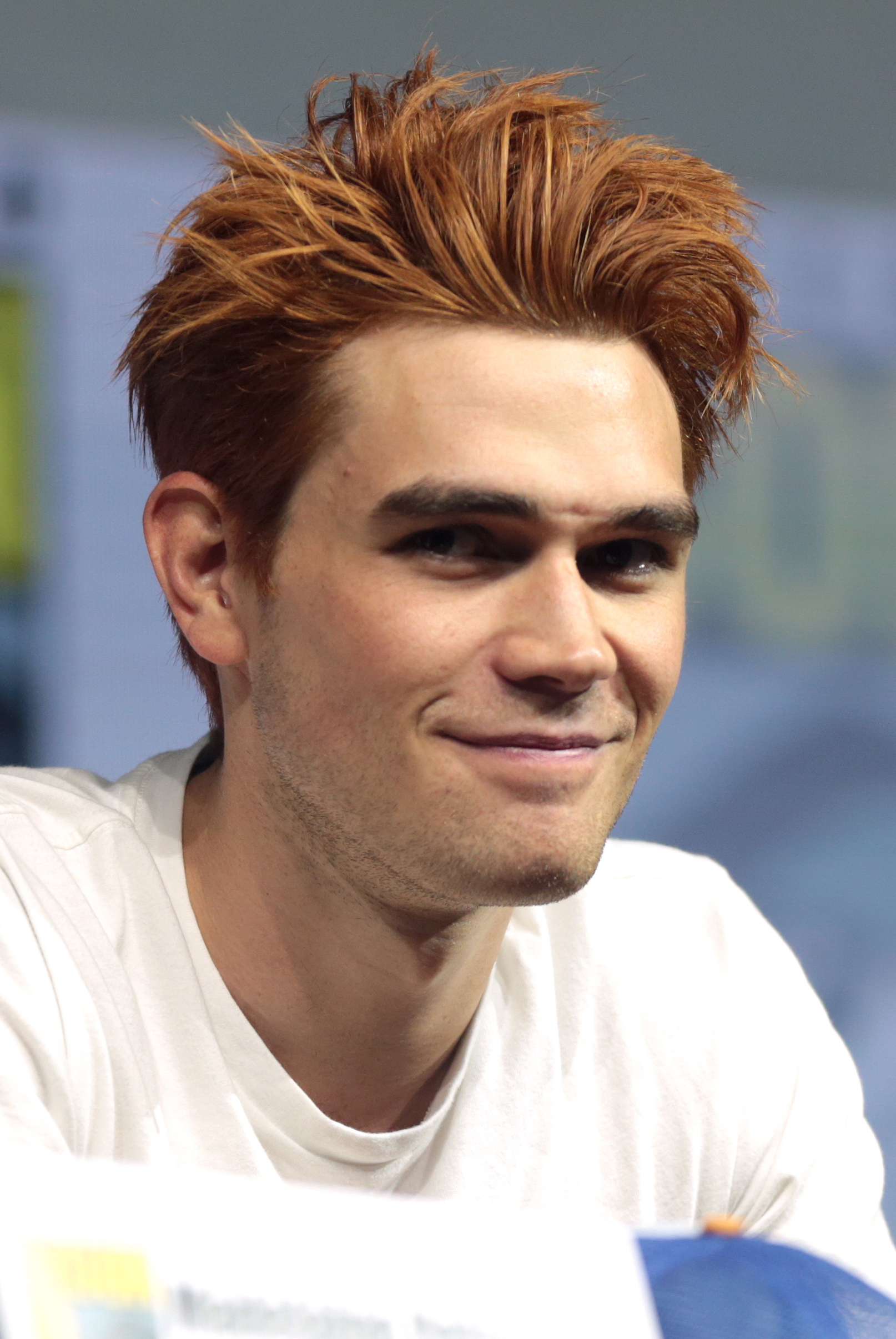
K.J. Apa
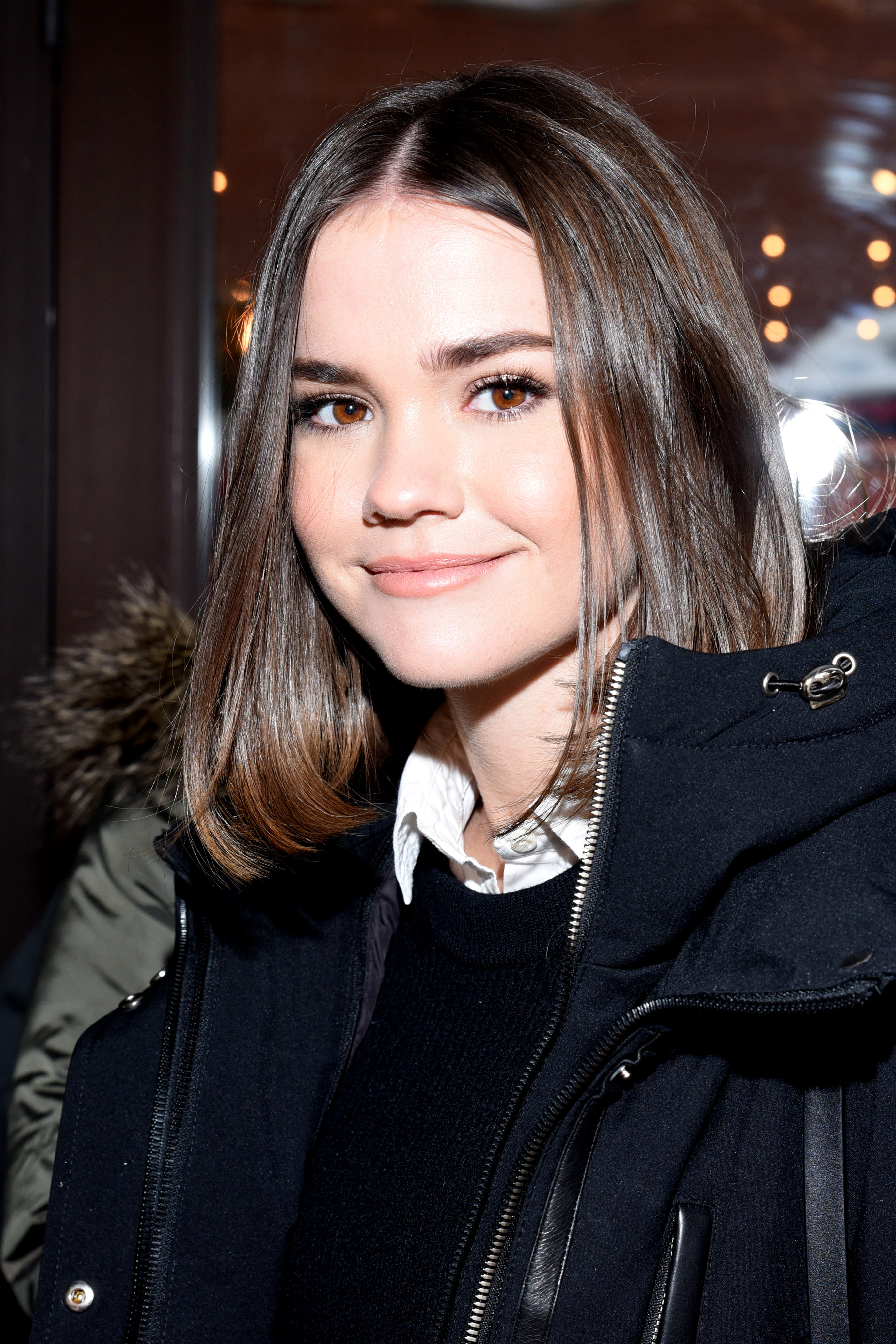
Maia Mitchell
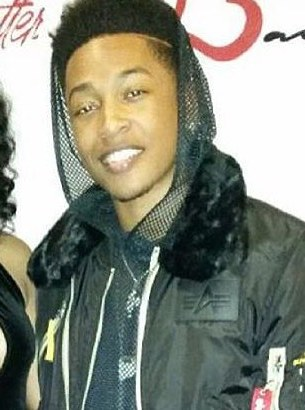
Jacob Latimore
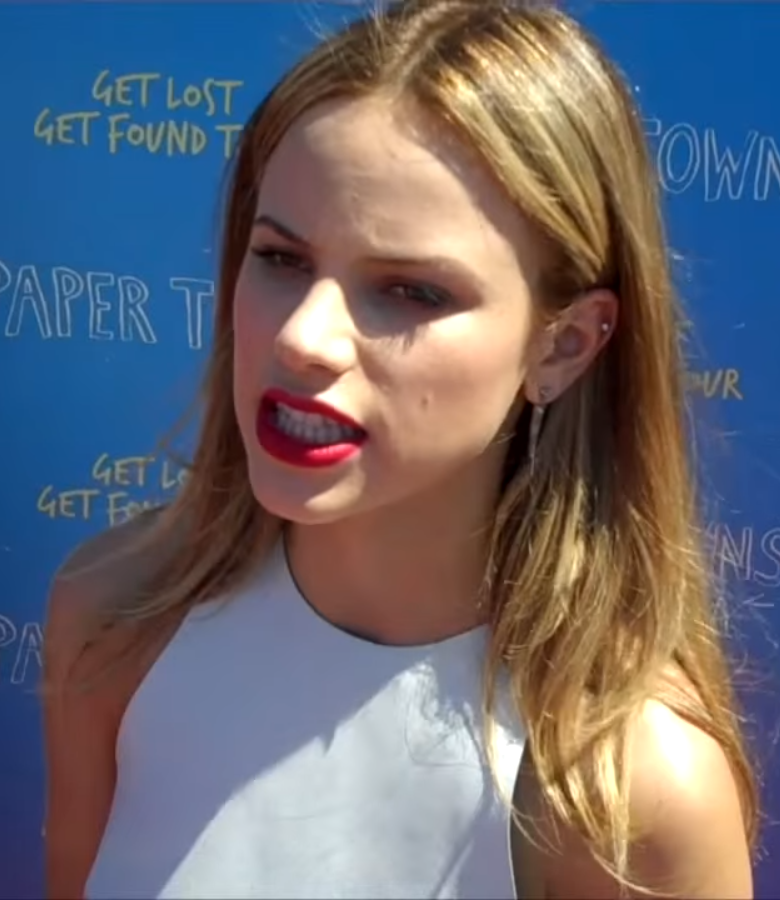
Halston Sage
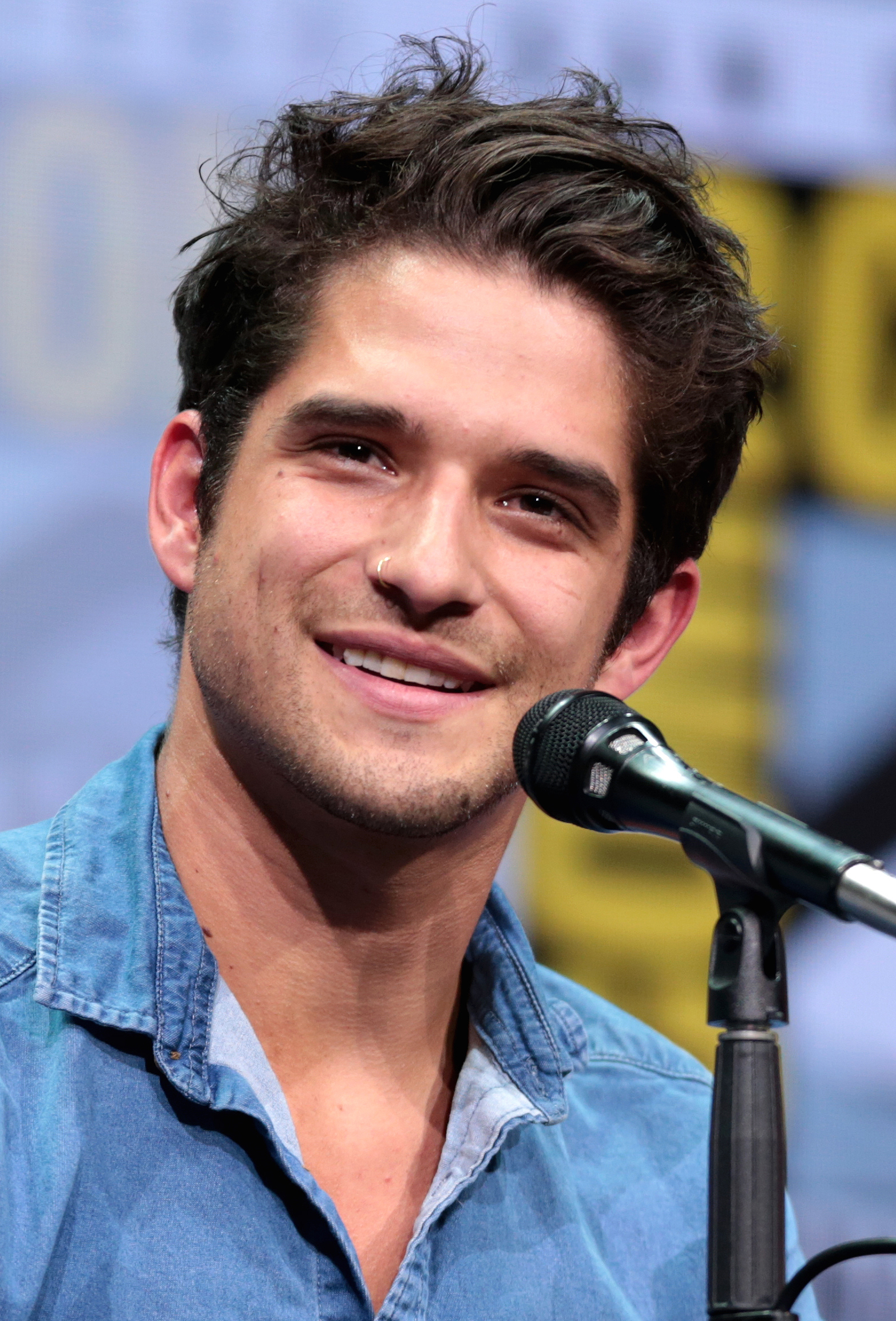
Tyler Posey

Version française
- Société de doublage : Dubbing Brothers
- Direction artistique :

 Source et légende : version française (VF) sur RS Doublage.

## Production

### Tournage
Le tournage du film s'est déroulé à Chicago aux États-Unis où il a débuté le 9 mai 2018. Le tournage s'est terminé le 7 juin 2018.